# Der tote Spatz
Der tote Spatz ist der Bildtitel eines Gemäldes von Franz Marc (1880–1916). Es gehört zu den Frühwerken des Malers und befindet sich in Privatbesitz.

## Geschichte
Das Bild entstand 1905 zu der Zeit, in der Franz Marcs Beziehung mit Annette Simon von Eckardt zu Ende ging. Im selben Jahr hatte Marc den Schweizer Tiermaler Jean-Bloé Niestlé kennengelernt, der ihn dazu animierte, sein gutes Verhältnis zu Tieren künstlerisch umzusetzen. So kam Marc dazu, Tiermalerei als Mittel künstlerischen Ausdrucks zu verstehen und weiterzuentwickeln, was vor allem für seine Werke zu Beginn der 1910er Jahre von großer Bedeutung wurde.
Bernhard Koehler, der spätere Mäzen Marcs, kaufte das Bild bei seinem ersten Besuch bei dem Maler im Januar 1910 und legte damit den Grundstein zu seiner umfangreichen Marc-Sammlung. Laut Elisabeth Erdmann-Macke hing Marc sehr an dem Bild. Als Koehler fragte, ob das Bild zu verkaufen sei, verneinte Marc zunächst. Nachdem Koehler 100 Mark geboten hatte, trennte sich Marc, der Geldsorgen hatte, nach einem schweren inneren Kampf von dem Bild.

## Beschreibung
Das Gemälde ist 13 cm hoch und 16,5 cm breit und wurde mit Ölfarbe auf Holz gemalt.
Es zeigt einen toten Vogel, der starr mit ausgestreckten Krallen auf dem Rücken liegt. der Untergrund und der Bauch des Vogels sind in hellen Ockertönen gehalten, der Hintergrund und das Gefieder des Vogels in dunklen Brauntönen.